# Кабанак
Кабана́к (фр. и окс. Cabanac) — коммуна во Франции, находится в регионе Юг — Пиренеи. Департамент — Верхние Пиренеи. Входит в состав кантона Пуйастрюк. Округ коммуны — Тарб.
Код INSEE коммуны — 65115.

## География

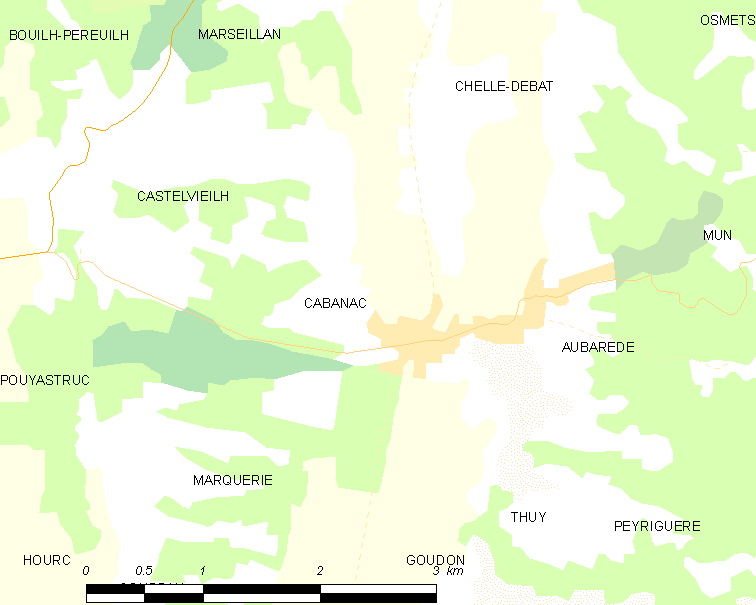
Карта коммуны

Коммуна расположена приблизительно в 650 км к югу от Парижа, в 105 км западнее Тулузы, в 14 км к востоку от Тарба.
Коммуна расположена в местности Бигорр. На востоке коммуны протекает река Аррос.

## Климат
Климат умеренно-океанический с солнечной тёплой погодой и обильными осадками на протяжении практически всего года.

## Население
Население коммуны на 2010 год составляло 270 человек.
| 1962 | 1968 | 1975 | 1982 | 1990 | 1999 | 2010 |
| ---- | ---- | ---- | ---- | ---- | ---- | ---- |
| 219  | 211  | 197  | 217  | 217  | 210  | 270  |

## Администрация
| Период | Период | Фамилия            | Партия | Примечания |
| ------ | ------ | ------------------ | ------ | ---------- |
| 2001   | 2008   | Даниэль Брос       |        |            |
| 2008   | 2014   | Жан-Мишель Шевалье |        |            |
| 2014   | 2020   | Рен Фернандес      |        |            |

## Экономика
В 2010 году среди 161 человека трудоспособного возраста (15-64 лет) 123 были экономически активными, 38 — неактивными (показатель активности — 76,4 %, в 1999 году было 69,9 %). Из 123 активных жителей работали 120 человек (67 мужчин и 53 женщины), безработных было 3 (1 мужчина и 2 женщины). Среди 38 неактивных 9 человек были учениками или студентами, 19 — пенсионерами, 10 были неактивными по другим причинам.